# BK Samara
El BK Samara (ruso БК Самара) es un equipo ruso de baloncesto profesional de la ciudad de Samara, que actualmente milita en la VTB United League. Disputa sus partidos en el MTL Arena, con capacidad para 3500 espectadores.

## Historia
El club se creó en 1976 con la denominación de BC Azot Tolyatti, y ya en 1981 consiguió ascender a la máxima categoría del baloncesto ruso. Entre 1988 y 1994 fue entrenado por Sergei Zozulin, quien llevó al equipo a disputar competiciones europeas, siempre con un equipo joven y basado en la cantera. Disputando la Superliga de Rusia fue subcampeón en 1992, y tercer clasificado en 1993, 1997 y 1998. En la temporada 98-99 llegó a disputar la máxima competición europea, la Euroliga, mientras que su mayor triunfo lo logró al ganar la FIBA EuroCup Challenge en 2007.
De 1979 a 1986 jugó el baloncestista más alto del mundo, Aleksandr Sizonenko (1959-2012), de 2,39 m (7′ 10″) de estatura.

## Palmarés
- FIBA EuroCup Challenge

Campeón (1): 2006–07

## Jugadores destacados
| - Valeri Tijonenko (1994–97) - Sergei Chikalkin (1996–98, 2008–10) - Oleg Meleshchenko (1996–98) - Joseph Jay Wylie (2001–02) - James Wade (2004) - Omar Cook (2006–07) | - Yevgueni Vóronov (2006–08) - Nikita Shabalkin (2006–07) - Yaniv Green (2007–08) - Sam Clancy, Jr. (2008–09) - Pável Antípov (2008–09) |